# Alexandra Seefisch
Alexandra Seefisch (* 26. Mai 1976 in Lich, Hessen) ist eine deutsche Schauspielerin und Sängerin.

## Leben

### Ausbildung
Seefisch absolvierte eine Tanz- und Gesangsausbildung in Frankfurt am Main. Dort nahm sie auch während der Schulzeit Klavierunterricht. Nach dem Abitur studierte sie an der „Bayerischen Theaterakademie August Everding“ in München Musical, was sie 2001 mit dem Diplom abschloss.

### Theater
Schon während ihres Studiums wirkte sie bei zahlreichen Theaterproduktionen mit, unter anderem im Prinzregententheater München und bei den Festspielen in Stockerau bei Wien. Von 2002 bis 2004 spielte sie in Franz Wittenbrinks Stück mit Musik Sekretärinnen am Fritz-Rémond-Theater Frankfurt sowie an der Komödie im Bayerischen Hof in München. Anschließend trat sie in Sing! Sing! Sing! an der Komödie Frankfurt und an der Komödie am Kurfürstendamm in Berlin auf. Am Staatstheater Darmstadt war sie in der Spielzeit 2005/06 unter anderem für das Musical Evita engagiert. Im Sommer 2008 stand Alexandra Seefisch unter der Regie von Stefan Huber als Clementine Ehemant bzw. Johanna Spyri in Heidi – Das Musical – Teil 2 in Walenstadt in der Schweiz auf der Bühne. In der Spielzeit 2008/09 spielte sie am Staatstheater Nürnberg ab Dezember 2008 in dem Musical Silk Stockings, ebenfalls unter der Regie von Stefan Huber.

### Film und Fernsehen
Seit 2002 war sie beispielsweise in den Fernsehproduktionen Der Glücksbote, Der Kleine Mönch, Alarm für Cobra 11 – Die Autobahnpolizei und Ein Fall für zwei zu sehen. Von September 2006 bis Oktober 2007 war sie in der Rolle der Doreen Vogel in der Sat.1-Telenovela Verliebt in Berlin zu sehen. Im Frühjahr 2009 spielte sie in der MDR-Fernsehserie In aller Freundschaft kurzzeitig die Sachbearbeiterin Madeleine Hagen. Von September 2009 bis Februar 2010 war sie in der Telenovela Alisa – Folge deinem Herzen als Betty Kühn zu sehen. Nach der Titeländerung auf Hanna – Folge deinem Herzen mit neuer Hauptdarstellerin war Seefisch bis März 2010 in der Telenovela in derselben Rolle zu sehen. Von März bis Juni 2016 war Seefisch als Ärztin Dr. Anne Loewer bei Alles was zählt zu sehen.
Sie sang den Titelsong zur ARD-Naturfilmreihe Wildes Russland.

### Privates
Seefisch lebt mit ihrem Ehemann und den gemeinsamen zwei Söhnen in der Nähe von Zürich.

## Filmografie
- 2002: Unter Verdacht (Fernsehreihe, 1 Folge)
- 2002: Hilfe, ich bin Millionär
- 2002: Der Glücksbote
- 2003: Der kleine Mönch (Fernsehserie, 1 Folge)
- 2004: Alarm für Cobra 11 – Die Autobahnpolizei (Fernsehserie, 1 Folge)
- 2005: Ein Fall für zwei (Fernsehserie, 1 Folge)
- 2006–2007: Verliebt in Berlin (Fernsehserie, 274 Folgen)
- 2009: In aller Freundschaft (Fernsehserie, 3 Folgen)
- 2009–2010: Alisa – Folge deinem Herzen/Hanna – Folge deinem Herzen (Fernsehserie, 131 Folgen)
- 2010: Der Staatsanwalt (Fernsehserie, Folge: Tödliche Erkenntnis)
- 2014: Verzwickter Plan
- 2016: Alles was zählt (Fernsehserie, 62 Folgen)
- 2017: Bettys Diagnose (Fernsehserie, 1 Folge)

## Theater und Musikauftritte
- 2000: Becket oder die Ehre Gottes, als Gwendolin (junge Königin)
- 2000: Marry me a little
- 2000: Ladies in the night
- 2001: Company als Sarah
- 2002–2004: Sekretärinnen als Rotes Biest
- 2004–2005: Sing! Sing! Sing! als Maxene Andrews und Venus
- 2005: Sing! Sing! Sing! als Patty Andrews
- 2005–2006: Evita
- 2006: L’incoronazione di Poppea als Amore
- 2008: König Drosselbart als Prinzessin Melinda
- 2008: Heidi – Das Musical Teil 2
- 2008: Silk Stockings
- 2009: Silk Stockings
- 2010: Jedermann
- 2013: Orchester der Kulturen
- 2013–2014: Abschalten
- 2014: Pippo Pollina & Palermo Acoustic Quintet

### Gesang
- 2009–2010: Wildes Russland, ARD